# Lupita Tovar
Guadalupe Natalia "Lupita" Tovar Sullivan (Matías Romero, 27 juli 1910 – Los Angeles, 12 november 2016) was een Mexicaans actrice en een van de laatste nog levende spelers uit het tijdperk van de stomme film. Tovar werd bekend dankzij haar hoofdrol in de Spaanse versie van Dracula uit 1931.
In 1932 huwde ze met filmproducent Paul Kohner (1902-1988). Hun dochter, Susan Kohner, werd ook actrice. Hun kleinkinderen, Chris en Paul Weitz, zijn regisseurs.
Lupita Tovar overleed in 2016 op 106-jarige leeftijd.